# 袁本朴
袁本朴（1954年12月—），男，土家族，重庆人，中华人民共和国政治人物、第十二届全国人民代表大会贵州地区代表。2012年起任贵州省人民检察院检察长、党组书记。

## 生平
袁本朴毕业于中国人民大学农业经济管理专业。1982年11月，加入中国共产党。歷任四川省民委主任、遂寧市市長、市委書記、瀘州市委書記、省人大常委會秘書長。
2012年1月，任貴州省人民檢察院檢察長。2013年，担任全国人大代表。2018年1月，辭去貴州省人民檢察院檢察長職務。